# Listă de coduri ICD-10
Următoarele coduri sunt stabilite de International Statistical Classification of Diseases and Related Health Problems (ISCDRHP)
- ICD-10 Capitolele A și B: Anumite tulburări infecțioase și parazitice
- ICD-10 Capitolele C și D: Tulburări neoplasmice, ale sângelui și organelor care formează sângele și anumite tulburări ale mecanismului imunitar
- ICD-10 Capitolul E: Tulburări endocrine, nutriționale și metabolice
- ICD-10 Capitolul F: Tulburări mentale și comportamentale
- ICD-10 Capitolul G: Tulburări ale sistemului nervos
- ICD-10 Capitolul H: Tulburări ale ochiului, adnexa, urechii și procesului mastoid
- ICD-10 Capitolul I: Tulburări ale sistemului circulator
- ICD-10 Capitolul J: Tulburări ale sistemului respirator
- ICD-10 Capitolul K: Tulburări ale sistemului digestiv
- ICD-10 Capitolul L: Tulburări ale pielii și țesutului subcutanat
- ICD-10 Capitolul M: Tulburări ale sistemului musculoscheletic și țesutului conjunctiv
- ICD-10 Capitolul N: Tulburări ale sistemului genitourinar
- ICD-10 Capitolul O: Sarcină, naștere și postnatal
- ICD-10 Capitolul P: Anumite afecțiuni originare în perioada perinatală
- ICD-10 Capitolul Q: Malformații, deformații și anormalități cromozomiale congenitale
- ICD-10 Capitolul R: Simptome, semne și descoperiri anormale clinice și de laborator
- ICD-10 Capitolele S și T: Răni, otrăviri și anumite alte consecințe ale cauzelor externe
- ICD-10 Capitolele V, W, X și Y: Cauze externe ale morbidității și mortalității
- ICD-10 Capitolul Z: Factori care influențează starea de sănătate și contactul cu serviciile de sănătate

## Anexe
- A. Morfologia Neoplasmelor
- C. Clasificarea Drogurilor de către American Hospital Formulary Service List Number și echivalentele lor ICD-9-CM
- D. Clasificarea Accidentelor Industriale conform Agenției
- E. Listă de Categorii de trei cifre